# Veintiuno de Agosto
Veintiuno de Agosto är en ort i Mexiko.   Den ligger i kommunen Altotonga och delstaten Veracruz, i den sydöstra delen av landet, 200 km öster om huvudstaden Mexico City. Veintiuno de Agosto ligger 2 179 meter över havet och antalet invånare är 1 401.
Terrängen runt Veintiuno de Agosto är huvudsakligen kuperad, men söderut är den platt. Runt Veintiuno de Agosto är det ganska tätbefolkat, med 90 invånare per kvadratkilometer. Närmaste större samhälle är Teziutlan, 13,7 km nordväst om Veintiuno de Agosto. Trakten runt Veintiuno de Agosto består till största delen av jordbruksmark.